# 吉田知弘 (音響監督)
吉田 知弘（よしだ ともひろ）は、日本の音響監督。フリーで活動している。代表作は『ストライクウィッチーズ』、『宇宙戦艦ヤマト 復活篇』。

## 経歴
10代のころから音楽を趣味としていたが、銀行員である家族の教育もあり、趣味と仕事は分けて考えていた。しかし、その教えに違和感を覚えることもあり、そんな時期に『ヤマトよ永遠に』などで音楽ディレクターを務めていた中学・高校時代の先輩とともに仕事をする機会を得る。その後、その先輩の紹介でウェスト・ケープ・コーポレーションへ入社し、「BGMコレクション 宇宙戦艦ヤマト」や『YAMATO2520』などの1990年代の「宇宙戦艦ヤマトシリーズ」の仕事に携わる。当初はCD製作を主な仕事とする音楽ディレクターだったが、高校時代に演劇部に所属していたことから音響監督の道を勧められ、アーツプロへ移籍。『プリンセスナイン 如月女子高野球部』で音響監督としての独り立ちを果たすことになる。現在は、楽音舎を経て、フリーランスの音響監督となっている。

## 参加作品
※特筆のないものは全て音響監督としての参加

### テレビアニメ
- プリンセスナイン 如月女子高野球部（1998年）
- 臣士魔法劇場 リスキー☆セフティ（1999年）
- A.D.POLICE（1999年）
- Sci-Fi HARRY（2000年）
- おとぎストーリー 天使のしっぽ（2001年）
- デジガールPOP!（2003年）
- TEXHNOLYZE（2003年）
- ぷぎゅる（2004年）
- ピーチガール（2005年）
- パッタ ポッタ モン太（2006年）
- ロミオ×ジュリエット （2007年）
- 隠の王（2008年）
- ストライクウィッチーズ（2008年）
- アラド戦記 スラップアップパーティー（2009年）
- ストライクウィッチーズ2（2010年）
- ソッキーズ フロンティアクエスト（2011年）
- R-15（2011年）
- 戦国☆パラダイス -極-（2011年）
- 宇宙戦艦ヤマト2199（2012年）
- 幕末義人伝 浪漫（2013年） - 音楽監督
- 生徒会の一存 Lv.2（2013年）
- ビビッドレッド・オペレーション（2013年）
- 普通の女子校生が【ろこどる】やってみた。（2014年）
- ブレイブウィッチーズ（2016年）
- ストライクウィッチーズ 501部隊発進しますっ！（2019年）
- 第501統合戦闘航空団 ストライクウィッチーズ ROAD to BERLIN（2020年）
- 狼と香辛料 MERCHANT MEETS THE WISE WOLF（2024年）

### OVA
一般向け
- sin THE MOVIE（2000年）
- ストライクウィッチーズ（2007年）
- 宇宙戦艦ヤマト2199 追憶の航海（2014年）
- ストライクウィッチーズ Operation Victory Arrow（2014年）
- 宇宙戦艦ヤマト2202 愛の戦士たち（2017年）
- 宇宙戦艦ヤマト2205 新たなる旅立ち (2021年)

18禁作品
- 淫獣学園 La☆Blue Girl 復活篇（2001年）
- 学園の狩猟者（2002年）
- 女教師・裕美の放課後（2003年）
- センシティブ・ポルノグラフ（2004年）
- 姫騎士リリア（2004年）
- 対魔忍アサギ（2005年）
- 戦乙女スヴィア（2007年）
- 最後のドアを閉めろ!（2007年）
- 宇宙海賊サラ（2008年）
- 監獄戦艦（2009年）
- 人工少女 〜変身セックスアンドロイド〜（2009年）
- 魔法少女イスカ（2010年）
- 義妹×2（2012年）

### 劇場アニメ
- 宇宙戦艦ヤマト 復活篇（2009年）
- 宇宙戦艦ヤマト 復活篇 ディレクターズカット（2012年）
- ストライクウィッチーズ 劇場版（2012年）
- 宇宙戦艦ヤマト2199 星巡る方舟（2014年）

### 吹き替え
- 消防士サム（2000年） - 演出
- 夜のメイド（2000年） - 演出
- クライム＆ダイヤモンド（2003年） - 演出
- イブラヒムおじさんとコーランの花たち（2005年） - 演出
- カオマ 救命（2005年） - 演出
- ヴィッキー・チャオの マイ・ドリーム・ガール（2005年） - 演出
- 僕が9歳だったころ（2006年） - 演出
- イラク -狼の谷-（2007年） - 演出
- 明日、君がいない（2007年） - 演出
- ヒラリーダフのハートオブミュージック（2008年） - 演出
- ミルコのひかり（2008年） - 演出
- スルース（2008年） - 演出
- 幸せの1ページ（2009年） - 演出
- シティ・オブ・ブラッド（2010年） - 演出
- ドラゴン桜〈韓国版〉（2010年） - 演出

### 音楽CD
- BGMコレクション 宇宙戦艦ヤマト 新たなる旅立ち（1995年） - 選曲・解説
- BGMコレクション ヤマトよ永遠に（1995年） - 選曲・解説
- BGMコレクション 宇宙戦艦ヤマトIII（1995年） - 選曲・解説
- BGMコレクション 宇宙戦艦ヤマト完結編（1995年） - 選曲・解説
- Sound Fantasia 宇宙戦艦ヤマト（1996年） - 選曲・解説
- YAMATO2520 オリジナル・サウンドトラック（1996年） - 音楽構成・解説
- ETERNAL EDITIONシリーズ（2000年-） - 企画・構成・編集・解説
- YAMATO SOUND ALMANAC（2012年-） - 企画・構成・マスタリング監修・解説

### その他
- 高機動幻想ガンパレード・マーチ オリジナルドラマ1 夢散幻想1（2001年） - DRAMA PRODUCE
- 高機動幻想ガンパレード・マーチ オリジナルドラマ2 夢散幻想2（2001年） - DRAMA PRODUCE
- 高機動幻想ガンパレード・マーチ オリジナルドラマ3 夢散幻想3（2001年） - DRAMA PRODUCE
- 高機動幻想ガンパレード・マーチ オリジナルドラマ4 夢散幻想4（2001年） - DRAMA PRODUCE
- 高機動幻想ガンパレード・マーチ オリジナルドラマ5 少女幻想（2001年） - DRAMA PRODUCE
- 高機動幻想ガンパレード・マーチ オリジナルドラマ6 英雄幻想1（2002年） - DRAMA PRODUCE
- 高機動幻想ガンパレード・マーチ オリジナルドラマ7 英雄幻想2（2002年） - DRAMA PRODUCE
- 高機動幻想ガンパレード・マーチ オリジナルドラマ8 英雄幻想3（2002年） - DRAMA PRODUCE
- ファイナルファンタジータクティクスアドバンス（ラジオドラマ）（2003年）